# 紐霍普鎮區 (北卡羅萊納州蘭道夫縣)
紐霍普鎮區（英語：New Hope Township）是位於美國北卡羅萊納州蘭道夫縣的一個鎮區。

## 地方資料
紐霍普鎮區的面積為130.53平方千米，皆為陸地。根據2020年美國人口普查的數據，當地共有人口1080人，而人口密度為每平方千米8.27人。